# کاراایدل
کاراایدل (انگلیسی: Karaidel) یک شهرک در شهرستان کاراایدلسکی استان باشقیرستان کشور روسیه است.